# 電力ビル
電力ビル（でんりょくビル）は、宮城県仙台市青葉区一番町にある複合ビルである。1960年（昭和35年）8月4日に開業した。東北電力の関連会社である東日本興業が建物を所有、運営する。東二番丁通りに面して建ち、オフィスや商業施設、コンサートホールなどが入居している。 また、東北電力の本店が2002年（平成14年）5月までここにあったが、本町に完成した東北電力本店ビル（エナジースクエア）に移転した。
本館の「電力ホール」や「グリーンプラザ」などの集客装置、あるいは、多くのバス系統が集まる「電力ビル前バス停留所」などにより、仙台市民にとっては馴染み深い建物である。また、かつて建物の7階から9階の南側部分にあった「グランドホテル仙台」は、仙台市内の高級ホテルの1つとして君臨し、電力ビルの存在を知らしめたものだった。
2023年現在、この建物を含む地区の再開発が計画されている（後述）。

## 沿革
電力ビルは東北電力のオフィス、ホール、ホテル、貸室が入る複合ビルとして計画され、 1960年（昭和35年）8月4日に開業した。百尺規制時代のビルである。高度経済成長前に完成した、北日本最大規模の延べ床面積約3万7000平方メートル、地上9階、地下2階のビルは、2階建て程度の建物しかなかった当時の東二番丁通りにおいてランドマークとなった。
この当時、1階に東北電力や電機メーカーのショールーム、2階に電機メーカーの事務室と貸室、3階から6階に東北電力事務室、7階から9階の南側にホテル、同北側にホール、地下1階に社員食堂と飲食店という館内構成だった。地下2階にはビル機械室の他に東北電力初の地下変電所が設けられ、また屋上はヘリコプターが発着できる構造になっていた。7階エレベーターホールの壁面に使われたイタリア産の赤い大理石にはアンモナイトの化石が含まれ、これを見学するためにビルを訪れる人もいたという。
1967年（昭和42年）に電力ビルの別館、1972年（昭和47年）には新館が増築された。
2023年（令和5年）4月3日、東日本興業、明治安田生命保険、戸田建設と戸田建設創業家の資産管理会社、大一殖産などが参加する再開発準備組合は、「電力ビル」周辺の一体開発を体開発計画の概要を正式発表した。それによると同ビルや周辺施設を建て替え、地上35階程度と同24階前後のツインタワーを建設し、2035年ごろの完成を目指す。

## 電力ホール
電力ホールはポピュラー音楽やクラシック音楽のコンサートホールとしての利用や、民謡、日本舞踊、演劇、バレエなどの興行、あるいは、講演会などに幅広く利用されている多目的ホールである。仙台市都心部における民間のホール・劇場としては歴史が長い部類に入り、「仙台電力ホール」と案内されることも多い。「ワンフロア構造」であるが、客席は7階から8階に及び、天井は9階まで及ぶ。ただし、出入口が7階にあるため、案内では「7階」に所在することになっている。開場時は座席数が1380席だった。
開業当初は、コンサート開催自体が少ない時代であった一方、ラジオやテレビが娯楽として興隆していたため、ホールではそれらの公開収録の開催が多かった。
1964年（昭和39年）に東京オリンピックが開催されると、来日する外国人アーティストも増加し、それに伴って、ホールでの来日公演も増えた。その後、クラシック音楽や1980年代になるとポピュラー音楽の公演が目立つようになった。
1986年（昭和61年）、ホールの稼動日数は288日を数えて過去最高となるが、石井亨仙台市長が箱物行政を行って、仙台に次々と大規模ホールなどを建設していったため、ホールの地位は相対的に低下していった。
2002年（平成14年）、東北電力の本店がエナジースクエアに移転するのに合わせ、大幅なリニューアルを施した。これにより座席数は1000席に減少したものの、バリアフリー化や改装による施設の近代化も行われた。

## 東北電力グリーンプラザ
東北電力グリーンプラザは、東北電力のPR施設および文化施設である。電力ビル本館1階にある。地域交流の情報発信、芸術活動の発表、交流の場として多目的ホールやギャラリー、セミナー室、東北電力の情報発信施設などを備えている。グリーンプラザの入口にはアントワーヌ・ブールデルの彫刻がある。

## グランドホテル仙台
グランドホテル仙台は電力ビルの高層階に入っていたホテルである。開業当初は、建物の7階から9階の南側部分に入っていた。客室数は76室で、結婚式場や宴会場、大食堂、スナックバー、ラウンジ、理髪室も備わっていた。電力ビル開業の翌日である8月5日に開業した。この開業日は仙台七夕（8月6日・7日・8日）に合わせたものだった。当時の仙台で賓客対応可能なホテルは、仙台ホテルと青木ホテルしかなかった。このため電力ビルに賓客対応可能な国際観光ホテルの併設が計画されたのである。
1962年（昭和37年）には、初めて皇族が宿泊し、翌年には昭和天皇・香淳皇后、1972年には皇太子・皇太子妃（当時）、このほかタイ王妃の宿泊もあった。1964年12月には、ホテルの結婚式場で開かれた東北大学の評議会で、教育学部から教員養成系統を分離し、宮城教育大学が発足することが決まるが、この際には分離に反対する学生ら1000人が建物の周りを取り囲み緊迫した雰囲気に包まれたこともあった。
その後、1982年（昭和57年）の東北新幹線の開業を見越して、仙台市でホテルの建設ラッシュが起きた。まず1974年（昭和49年）から1975年（昭和50年）にかけて、ホテル江陽、ホテル仙台プラザ、ホテルリッチ、ホテルサンルートが開業した。さらにその後も中央資本によって東急ホテル、三井アーバンホテル、第2ワシントンホテル、宮城第一ホテルの開業が続いた。こうした他のホテルの開業によりグランドホテル仙台の稼働率は1975年（昭和50年）頃から低下していった。グランドホテル仙台は1976年（昭和51年）に7階を占めていた不採算のバンケットなど（大宴会場・結婚式場・売店）を廃止して宿泊に特化した営業を展開したが、業績回復はできず、1983年（昭和58年）3月31日を以って廃業した。

## アクセス
- 鉄道
  - 東日本旅客鉄道（JR東日本）仙台駅 西口から徒歩11分
  - 仙台市地下鉄南北線・仙台駅 北4出口から徒歩7分
  - 東日本旅客鉄道（JR東日本）仙石線・あおば通駅 出口1から徒歩6分
  - 仙台市地下鉄南北線・広瀬通駅 西3出口から徒歩1分
- バス
  - 仙台市営バス・宮城交通：電力ビル前バス停下車すぐ。
- 高速バス
  - ミヤコーバス・東日本急行・JRバス東北：電力ビル前バス停下車すぐ。
- 駐車場
  - 一般車用：3台